# Gmina Chojnów
Die Gmina Chojnów ist eine Landgemeinde im Powiat Legnicki der Woiwodschaft Niederschlesien in Polen. Ihr Verwaltungssitz befindet sich in der Stadt Chojnów (deutsch: Haynau), die selbst jedoch nicht zur Landgemeinde gehört.

## Geographie
Die Gmina liegt im südwestlichen Teil der Schlesischen Tiefebene an den Flüssen Czarna Woda (Schwarzwasser) und Skora (Schnelle Deichsa). Sie hat eine Flächenausdehnung von 231,21 km². 68 % des Gemeindegebiets werden landwirtschaftlich genutzt, 20 % sind mit Wald bedeckt.

## Geschichte
Von 1988 bis 1991 war Chojnów eine Stadt- und Landgemeinde.
Von 1975 bis 1998 gehörte die Gemeinde zur Woiwodschaft Legnica.

## Gemeindegliederung
Die Landgemeinde Chojnów, zu der die Stadt nicht gehört, ist in 23 Sołectwa (Schulzenämter) gegliedert. (deutsche Namen bis 1945)
| - Biała (Bielau) - Biskupin (Bischdorf) - Budziwojów (Baudmannsdorf) / Dzwonów Dolny (Nieder-Schellendorf) - Czernikowice (Groß Tschirbsdorf, 1936–1945 Sandwaldau) - Dobroszów (Doberschau) - Goliszów (Göllschau) - Gołaczów - Groble (Tammendorf) - Jaroszówka (Vorhaus) - Jerzmanowice (Haynauisch Hermsdorf, 1936–1945 Hermsdorf) - Konradówka (Konradsdorf) / Piotrowice (Petersdorf) | - Kolonia Kołłątaja - Krzywa (Kreibau) - Michów (Michelsdorfer Vorwerke) - Niedźwiedzice (Bärsdorf-Trach) - Okmiany (Kaiserswaldau) - Osetnica (Steinsdorf) - Pawlikowice (Pohlsdorf) / Gołocin (Gohlsdorf) - Rokitki (Reisicht) - Stary Łom (Altenlohm) - Strupice (Straupitz) - Witków (Wittgendorf) - Zamienice (Samitz) |

## Persönlichkeiten aus der Gemeinde
- Johann Wilhelm Ritter (1776–1810), Physiker und Philosoph der Frühromantik, geboren in Samitz
- Gustav von Senden-Bibran (1847–1909), Vizeadmiral der deutschen Kaiserlichen Marine, Weltumsegler, geboren in Rokitki
- Otto Penzig (1856–1929), deutsch-italienischer Botaniker und Lexikograf.